# نیلا بلبو
نیلا بلبو (به ایتالیایی: Niella Belbo) یک کومونه در ایتالیا است که در استان کونیو واقع شده‌است. نیلا بلبو ۱۱٫۵ کیلومتر مربع مساحت و ۴۲۴ نفر جمعیت دارد.